# Дюковское лесничество
Дюковское лесничество — кордон в Шарьинском районе Костромской области России, входит в Шангское сельское поселение.

## География
Кордон расположена на востоке региона, недалеко от реки Шоленка в 31 км к северо-западу от Шарьи и в 320 км к северо-востоку от Костромы.

### Часовой пояс
Кордон Дюковское лесничество, как и вся Костромская область, находится в часовой зоне МСК (московское время). Смещение применяемого времени относительно UTC составляет +3:00.

## История
Согласно Закону Костромской области от 30 декабря 2004 года № 237-ЗКО Дюковское лесничество вошло в образованное муниципальное образование Пищёвское сельское поселение.
22 июня 2010 года в соответствии с Законом Костромской области № 626-4-ЗКО Дюковское лесничество из упразднённого Пищёвского сельского поселения вошло в состав Шангского сельского поселения.

## Население
| 2008 | 2010 | 2014 |
| ---- | ---- | ---- |
| 9    | ↗10  | ↘9   |

## Инфраструктура
Отсутствует.